# Khambhalia
Khambhalia, auch Jamkhambhaliya, ist eine Stadt im indischen Bundesstaat Gujarat.
Die Stadt ist der Hauptort des Distrikt Devbhumi Dwarka. Khambhalia hat den Status einer Municipality. Die Stadt ist in 9 Wards (Wahlkreise) gegliedert.

## Geschichte
Die Stadt gehörte einst zum Fürstenstaat Nawanagar.

## Demografie
Die Einwohnerzahl der Stadt liegt laut der Volkszählung von 2011 bei 41.734. Khambhalia hat ein Geschlechterverhältnis von 946 Frauen pro 1000 Männer und damit einen für Indien üblichen Männerüberschuss. Die Alphabetisierungsrate lag bei 82,3 % im Jahr 2011. Knapp 77 % der Bevölkerung sind Hindus, ca. 22 % sind Muslime und ca. 1 % gehören einer anderen oder keiner Religion an. 11,7 % der Bevölkerung sind Kinder unter 6 Jahren.

## Infrastruktur
Der Bahnhof von Khambhalia liegt an der Linie Viramgam-Okha. Es gibt eine Abzweiglinie zum Hafen von Salaya. Die Stadt ist mit allen großen Städten von Gujarat durch den staatlichen Straßentransport GSRTC verbunden.